# 特倫特·弗蘭克斯

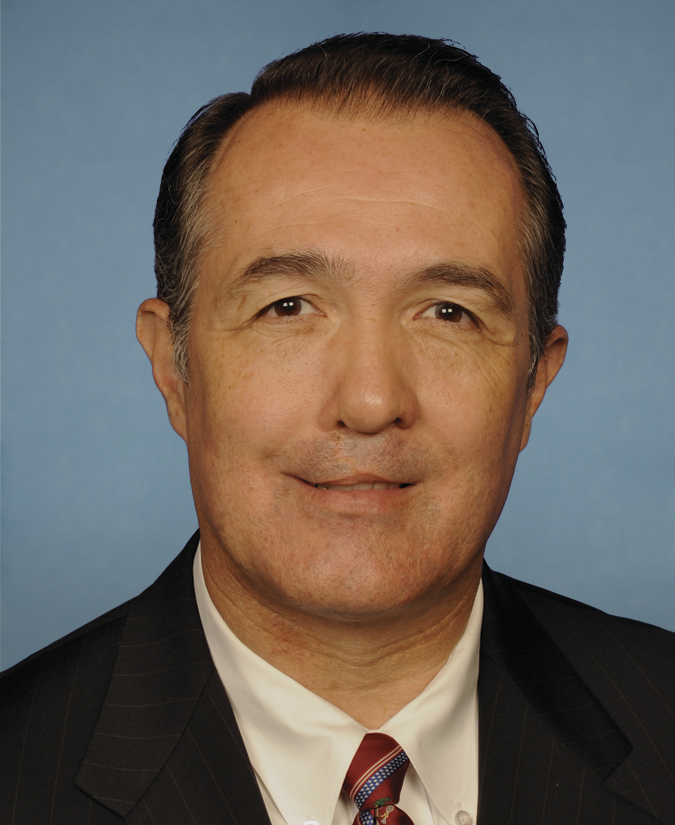
特伦特·弗兰克斯（亚利桑那州共和党）国会议员的官方肖像。

特倫特·弗蘭克斯（Trent Franks；1957年6月19日—）是美國的一位政治人物。自2013年開始，他是亞利桑那州第8選舉區選出的美國眾議院議員。他的黨籍是共和黨。在踏入政壇之前，他曾經是一位石油天然氣工程師。